# Khalifa al-Ghowel
Khalifa al-Ghowel (arabe : خليفة الغويل), né en 1964, est un ingénieur et homme d'État libyen, Premier ministre investi par le Congrès général national de 2015 à 2016. Il est aussi premier vice-Premier ministre de 2014 à 2015 et ministre de la Défense par intérim de décembre 2015 à avril 2016. Il reprend le pouvoir en octobre 2016, puis est de nouveau chassé en mars 2017.

## Biographie
Avant le 31 mars 2015, Ghowel est vice-Premier ministre d'Omar al-Hassi, chef du gouvernement contesté, basé à Tripoli. Après le limogeage de Hassi à la tête du GNC, il est nommé Premier ministre par intérim pour un mois par le Congrès général national après la destitution d'Omar al-Hassi. Il est investi dès le lendemain. Le 1er décembre suivant, il forme un nouveau gouvernement et devient aussi ministre de la Défense par intérim.
Le 31 mars 2016, après l'arrivée de Fayez el-Sarraj à Tripoli, il se réfugie à Misrata et présente sa démission le lendemain. Le 5 avril suivant, son gouvernement annonce son ralliement au gouvernement d'union nationale de Fayez el-Sarraj. Le lendemain cependant, Ghowel déclare n'avoir pas démissionné. Il se replie alors à Misrata.
Depuis avril 2016, il est avec Nouri Bousahmein et Aguila Salah Issa, visé par des sanctions de l'Union européenne.
Le 14 octobre 2016, Khalifa al-Ghowel annonce que son gouvernement reprend le pouvoir après s'être rendu maître de l'hôtel Rixos, siège du Haut Conseil d'État.
Le 16 mars 2017, il est de nouveau chassé du pouvoir puis quitte Tripoli après la prise par les forces du GNA de l'hôtel Rixos, combats au cours desquels il est blessé.